# Sofronio II di Gerusalemme
Sofronio II (... – XI secolo) è stato patriarca di Gerusalemme nell'XI secolo.
Secondo la cronotassi ufficiale moderna sarebbe stato patriarca tra il 1040 e il 1059 e sarebbe stato preceduto da Giovannicchio. Nel 1053 è documentata una benedizione a suo nome di un monastero costruito da un benefattore pellegrino francese che gli aveva fatto voto di costruirlo. Sarebbe inoltre stato testimone nel 1059 del successo dei turchi contro gli arabi, a cui avrebbero soffiato Gerusalemme sterminandone gli abitanti, ad eccezione della comunità cristiana che vi si era sottomessa volontariamente.
Secondo la cronotassi di Gil, invece, il suo patriarcato sarebbe occorso tra il 1059 e il 1070, in seguito al mandato di Mena nel 1058.